# Edward Furlong
Edward Walter Furlong (Glendale, California, 2 de agosto de 1977) es un actor estadounidense, conocido por haber protagonizado Terminator 2: El juicio final y American History X.

## Datos biográficos

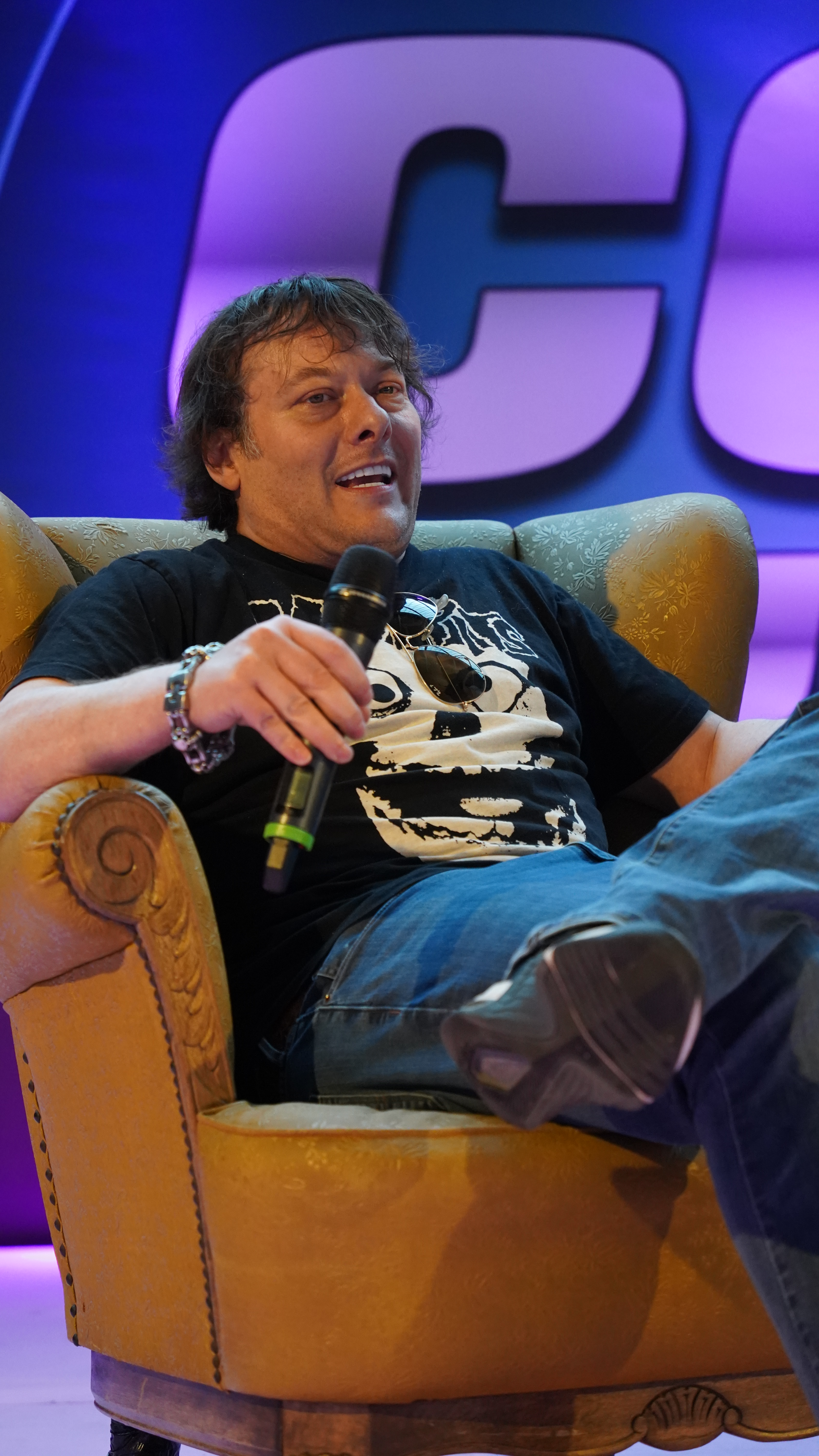
Foto en una entrevista

Edward Furlong nació el 2 de agosto de 1977 en Glendale, California, hijo de Eleanor Torres (de soltera Tafoya), trabajadora de un centro juvenil, y de Heinrich Bruno Wittig. Furlong es de ascendencia rusa y mexicana.
El director de elenco Mali Finn le descubrió mientras visitaba la sede de la Asociación para los jóvenes Boys and Girls Clubs of America (Pasadena, California). Su debut en el cine fue Terminator 2: El juicio final como John Connor. Gracias a este papel ganó el premio MTV Movie Awards al mejor actor revelación en 1992 y un Saturn como mejor actor joven. Un año más tarde actuó en el videoclip de «Livin' on the Edge» de Aerosmith.
Continuó su carrera en el cine en películas como Brainscan, Pet Sematary Two y otras independientes. Compartió cartel con actores como Meryl Streep y Liam Neeson en Antes y después, Tim Roth en Cuestión de sangre y Jeff Bridges en American Heart. En 1998 tuvo un importante papel en la película American History X, interpretando a un neonazi que quiere seguir los pasos de su hermano mayor, interpretado por Edward Norton.[cita requerida]
En el 2005 formó parte del reparto de The Crow: Wicked Prayer —basada en el libro de cómics The Crow— junto a David Boreanaz, Tara Reid, Dennis Hopper y Macy Gray. En octubre de 2006, debutó en la serie de televisión CSI: New York, interpretando a Shane Casey durante dos episodios.[cita requerida]
En el 2011 protagonizó This Is Not a Movie, una producción mexicana hablada en inglés, dirigida por Olallo Rubio y coprotagonizada por Peter Coyote y Edi Gathegi. La música original fue compuesta por Slash. Furlong también tuvo un papel en The Green Hornet del director Michel Gondry.[cita requerida]
En la Comic Con de San Diego del 2019, James Cameron confirmó que Furlong volvería a interpretar a John Connor en la próxima película Terminator: Dark Fate.[cita requerida]

## Vida de pareja y salud
Breve pareja de Soleil Moon Frye durante el estreno de la secuela de Terminator, en 1992 también fue novio de Tracey Kapisky durante la grabación del último disco de Los malditos gusanos. Mantuvo después una relación de cinco años con la que fuera su mánager, Jacqueline Domac, a la que conoció durante el rodaje de Terminator 2: El juicio final. En 1999 la pareja se separó, al parecer debido al abuso y demandas por parte de ella. Después de esta etapa, el actor se relacionó sentimentalmente con Natasha Lyonne y Paris Hilton, Jolene Blalock y Liz Levy. Por último, se casó con la actriz Rachael Bella y tuvo a su hijo Ethan Page el 21 de septiembre de 2006, unión que acabó en divorcio el 6 de julio de 2009.

### Abuso de sustancias y problemas legales
Furlong ha estado inmerso en el mundo de las drogas, razón por la que no participó en Terminator 3. Comenzó a asistir a Alcohólicos Anónimos en 1997 e ingresó en un centro de tratamiento. Fue a rehabilitación en octubre de 2000, aunque declaró que la razón era el abuso de alcohol y negó que fuese un adicto a la heroína y a la cocaína. El 24 de abril de 2001 fue hospitalizado por una supuesta sobredosis de drogas después de que su acompañante lo encontrase en un charco de vómito. En agosto de 2001 admitió que se sentía suicida, e incluso dejó un mensaje en el contestador de un amigo que decía: «Solo quiero morir, no puedo aguantar más».
El 25 de septiembre de 2001 fue arrestado dos veces el mismo día por dos incidentes diferentes: conducir sin carnet y conducir bajo los efectos del alcohol. El 1 de septiembre de 2004, Furlong fue arrestado por intoxicación pública tras un incidente en una frutería en Florence, Kentucky, donde se encontraba grabando la película independiente Jimmy and Judy. Según las declaraciones de la policía, él y unos amigos empezaron a alborotar y a sacar langostas del tanque de la tienda. Cuando la policía llegó, Furlong, que «olía a alcohol», empezó a «girar en círculos» cuando un agente intentó aprehenderlo. Furlong pasó quince horas bajo custodia antes de pagar la fianza y ser acusado de delito menor.

## Filmografía
- The Forest Hills (2023)
- Terminator: Dark Fate (2019)
- Awakened (2015)
- Assault on Wall Street (2013)
- Matt's Chance (2013)
- Remnants (2012)
- Crave (2012)
- Arachnoquake (2012)
- The Zombie King (2012)
- Witness Insecurity (2011)
- Bind (2011)
- Below Zero (2011)
- For The Love of Money (2011)
- Tequila (2011)
- The Green Hornet (2010)
- This Is Not a Movie (2010)
- The Mortician (2010)
- Kingshighway (2010)
- Attack on Darfur (2009)
- Stoic (2009)
- Night of the Demons (2009)
- Dark Reel (2008)
- Living & Dying (2007)
- CSI: NY (serie de televisión, 5 episodios, 2006 a 2010)
- Warriors of Terra (2006)
- Canes (2006)
- The Covenant: Brotherhood of Evil (2006)
- The Visitation (2006)
- Jimmy and Judy (2006)
- Intermedio (2005)
- Cruel World (2005)
- The Crow: Wicked Prayer (2005)
- Nice Guys (2005)
- Venice Underground (2005)
- 3 Blind Mice (2003)
- I cavalieri che fecero l'impresa (conocida en el mercado anglosajón como The Knights of the Quest, 2001)
- Animal Factory (2000)
- Detroit Rock City (1999)
- Pecker (1998)
- American History X (1998)
- Antes y después (1996)
- T2 3-D: La Batalla a través del tiempo (1996)
- El arpa de hierba (1995)
- Brainscan (Juego mortal) (1994)
- Little Odessa (Cuestión de sangre) (1994)
- A Home of Our Own (1993)
- American Heart (1992)
- Cementerio de animales 2 (1992)
- Terminator 2: El juicio final (1991)